# Castell del Riu
El Castell del Riu és una construcció que es troba a quatre4 quilòmetres de la localitat d'Asp a la comarca del Vinalopó Mitjà), sobre un monticle situat prop de la confluència del Tarafa amb el Vinalopó. Des del seu emplaçament es poden veure també el Castell de la Mola a Novelda i la torre de Montfort del Cid.

## Característiques
El lloc ja era ocupat pels ibers que li donaven el nom d'Aspis però va quedar deshabitat després. El castell és d'origen almoràvit, concretament del primer terç del segle xii, i va ser el nucli del primer assentament d'Asp, amb el nom d'Asp el Vell. Hauria albergat des de principi del segle xii una comunitat de camperols refugiats. És un assentament de nova planta que no constitueix ni una reocupació ni una continuïtat d'un antic assentament islàmic. S'hi ha trobat abundant material de ceràmica i de metall del segle xii i principi del xiii, però cap moneda.
Va ser abandonat al segle xiii. Actualment queden restes notables de les muralles i de les bases de les cinc torres quadrades. La base d'aquesta construcció és de maçoneria, i a partir dels 1,5 metres de tapial i palets. Actualment es troba en ruïnes.